# ISO 3166-2:ID
Kódy ISO 3166-2 pro Indonésii identifikují 7 geografických oblastí, 36 provincií, 1 speciální region a 1 distrikt hlavního města (stav v roce 2023). První část (ID) je mezinárodní kód pro Indonésii, druhá část sestává z dvou písmen identifikujících výše uvedené administrativní celky.

## Seznam kódů
```
ID-JK distrikt hlavního města Jakarta Raya
ID-YO speciální region Yogyakarta
```

### Geografické oblasti
```
ID-JW 
Jáva

ID-KA 
Kalimantan

ID-ML 
Moluky

ID-NU 
Malé Sundy

ID-PP 
Papua

ID-SL 
Sulawesi

ID-SM 
Sumatra
```

### Provincie
```
ID-AC Aceh (Banda Aceh)
ID-BA Bali (Denpasar)
ID-BB Bangka-Belitung (Pangkalpinang)
ID-BE Bengkulu (Bengkulu)
ID-BT Banten (Cilegon)
ID-GO Gorontalo (Gorontalo)
ID-JA Jambi (Jambi)
ID-JI Jawa Timur (Surabaya)
ID-JR Jawa Barat (Bandung)
ID-JT Jawa Tengah (Semarang)
ID-KB Kalimantan Barat (Pontianak)
ID-KI Kalimantan Timur (Samarinda)
ID-KS Kalimantan Selatan (Banjarmasin)
ID-KT Kalimantan Tengah (Palangkaraya)
ID-KU Kalimantan Utara
ID-KR Kepulauan Riau
ID-LA Lampung (Bandar Lampung)
ID-MA Maluku (Ambon)
ID-MU Maluku Utara (Sofifi)
ID-NB Nusa Tenggara Barat (Mataram)
ID-NT Nusa Tenggara Timur (Kupang)
ID-PA Papua (Jayapura)
ID-PD Papua Barat Daya (Sorong)
ID-PS Papua Selatan
ID-PB Papua Barat
ID-PE Papua Pengunungan
ID-PT Papua Tengah
ID-RI Riau (Pekanbaru)
ID-SG Sulawesi Tenggara (Kendari)
ID-SN Sulawesi Selatan  (Makassar)
ID-ST Sulawesi Tengah (Palu)
ID-SW Sulawesi Utara (Manado)
ID-SR Sulawesi Barat (Mamuju)
ID-SL Sumatera Selatan (Palembang)
ID-SB Sumatera Barat (Padang)
ID-SU Sumatera Utara (Medan)
```